# 张师颜
张师颜，开封襄邑（今河南睢县）人，北宋官员。张去华之子，国子博士张师古、殿中丞张师锡之弟，张师德之兄。
治平三年（1066年）八月庚子，宋英宗派遣傅卞等贺辽主耶律洪基生辰，张师颜等人至辽国贺正旦熙宁五年，朝廷讨论宗庙祖宗位次。同判太常寺兼礼仪事张师颜等议：“从前商朝、周朝之兴，本于契、稷，于是奉为太祖。后世受命之君，功业突起，不因循先代，于是亲庙迭毁，自身为祖。郑玄所说‘夏五庙无太祖，禹与二昭二穆而已’，张荐所说‘夏后以禹始封，遂为不迁之祖’。如果始封君世系较近，上有亲庙，就拟祖上迁，而太祖不毁弃。曹魏以武帝为祖则处士曹萌之庙迭毁，唐朝以景帝为祖则弘农府君李重耳之庙迭毁，此前世以其始封君为祖，效法契、稷的明例。唐朝韩愈有言‘事异商、周，礼从而变。’晋朝琅邪王司马德文说‘七庙之义，自由德厚流光，享祀及远，非是为太祖申尊祖之祀。’其说是对的。礼，天子七庙，太祖之远近不可确定，只是说三昭三穆与太祖之庙共七，未尝说祖庙之首，必为始祖。我朝以僖祖亲尽而祧，奉守景祐之诏，以太祖作为皇帝的宗祖，是合于礼的。张昭、任彻等人，不能远溯君位之制，因缘用比照近世，请建四庙，于是使天子之礼等同诸侯。如果使庙数凑够六座，那应当上推两世，则僖祖位次在第三，也不能说是始祖。考察建隆四年，亲郊崇配没有涉及僖祖。开国以来，大祭都空缺其东向，就是祖宗已然实行之意旨。请略为仿照《周官》守祧之制，修筑别庙以藏僖祖神主，大祭之年，在其室祭祀。太庙则按照旧制，空缺东向之位。郊配之礼，依照其旧制。”。刑部郎中张师颜提举诸司库务，惩治不法，众官吏害怕，以流言蜚语陷害他离去。马默向朝廷力陈原因，以为现在去除积年之弊，以振兴太平，一定要官员先履行其职。应该崇奖张师颜，以鼓励忠勤之人，尸位素餐之徒，也知道勤劳了。张师颜官至国子博士、梓州路提刑。